# Ґуркло
Ґуркло (пол. Górkło, нім. Gurkeln) — село в Польщі, у гміні Міколайки Мронґовського повіту Вармінсько-Мазурського воєводства.
Населення — 139 осіб (2011).

## Демографія
Демографічна структура станом на 31 березня 2011 року:
|          | Загалом | Допрацездатний вік | Працездатний вік | Постпрацездатний вік |
| -------- | ------- | ------------------ | ---------------- | -------------------- |
| Чоловіки | 70      | 16                 | 43               | 11                   |
| Жінки    | 69      | 20                 | 33               | 16                   |
| Разом    | 139     | 36                 | 76               | 27                   |